# Longdog

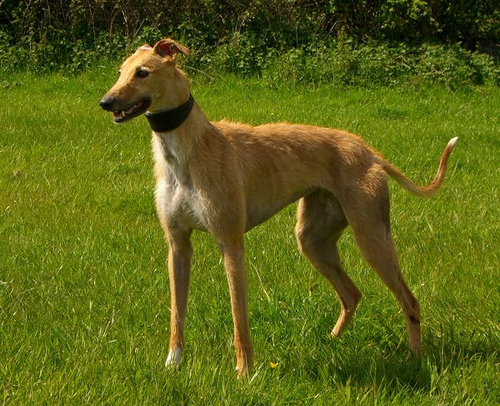
Exempel på en longdog, en korsning mellan greyhound och skotsk hjorthund

Longdog är en blandrashund som är en korsning mellan två vinthundar av olika raser. Hundkorsningen skiljer sig från lurcher som är en korsning mellan vinthund och icke-vinthund.
En longdog har en vinthunds psyke och kroppform. Utseendet, det vill säga päls, färg och storlek varierar beroende på vilka raser som korsas. En longdog kan vara liten som den italienska vinthunden eller stor som den irländska varghunden. 

## Vinthundsraser som kan skapa en longdog
- Afghanhund
- Azawakh
- Borzoi (Rysk vinthund)
- Cirneco dell'Etna
- Chart polski (Polsk vinthund)
- Faraohund (Kelb tal-Fenek eller Spökhund)
- Galgo español (Spansk vinthund)
- Greyhound
- Irländsk varghund
- Italiensk vinthund
- Podenco Ibicenco (Balearhund)
- Saluki
- Skotsk hjorthund
- Sloughi
- Whippet